# 山西省实验中学
山西省实验中学，简称省实验中学、实中，原太原市第十中学（简称十中）、太原女子中学，是太原唯一一所直属中华人民共和国山西省政府教育厅管理的省级重点中学，经中华人民共和国教育部批准的具有中外合作办学资格的中学，太原市改革开放以来建设的第一所标准化、规范化中学。

## 历史

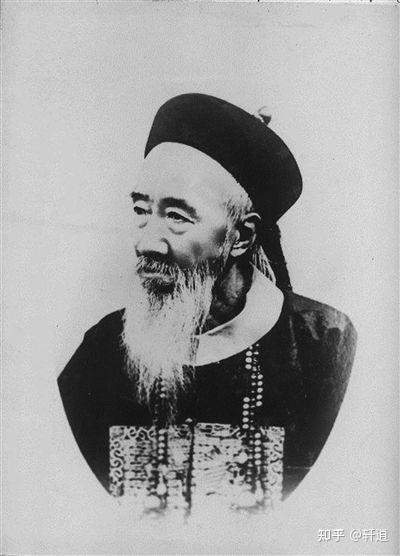
创校者：张之洞

山西省实验中学前身可追溯至1882年清末洋务运动著名领袖、中国近代史上杰出的教育家、时任山西巡抚张之洞创建的当时山西最高学府令德堂书院（令德学堂）。1900年义和团运动爆发，学堂被外籍教士安怀珍、刘博第强占为临时教堂，于是停办，其肄业生一律转入新设立的山西大学堂。1905年，在令德堂原址上创办了山西官立师范学堂。1952年，在令德堂书院原址上筹建太原女子中学；1955年更名为太原市第十中学；1986年4月更名为山西省实验中学。
从2000年开始，山西省实验中学在太原市南部的国家级高新技术产业开发区建设南校区。南校区于2010年起陆续投入使用，学校的高中部位于此校区，而初中部仍留在北校区。
2002年9月，山西新兴实验中学（山西新兴学校）成立。其前身是山西省实验中学的分校。2011年8月5日，山西省实验中学方山高中成立，两校开始合作办学。

## 区位规模

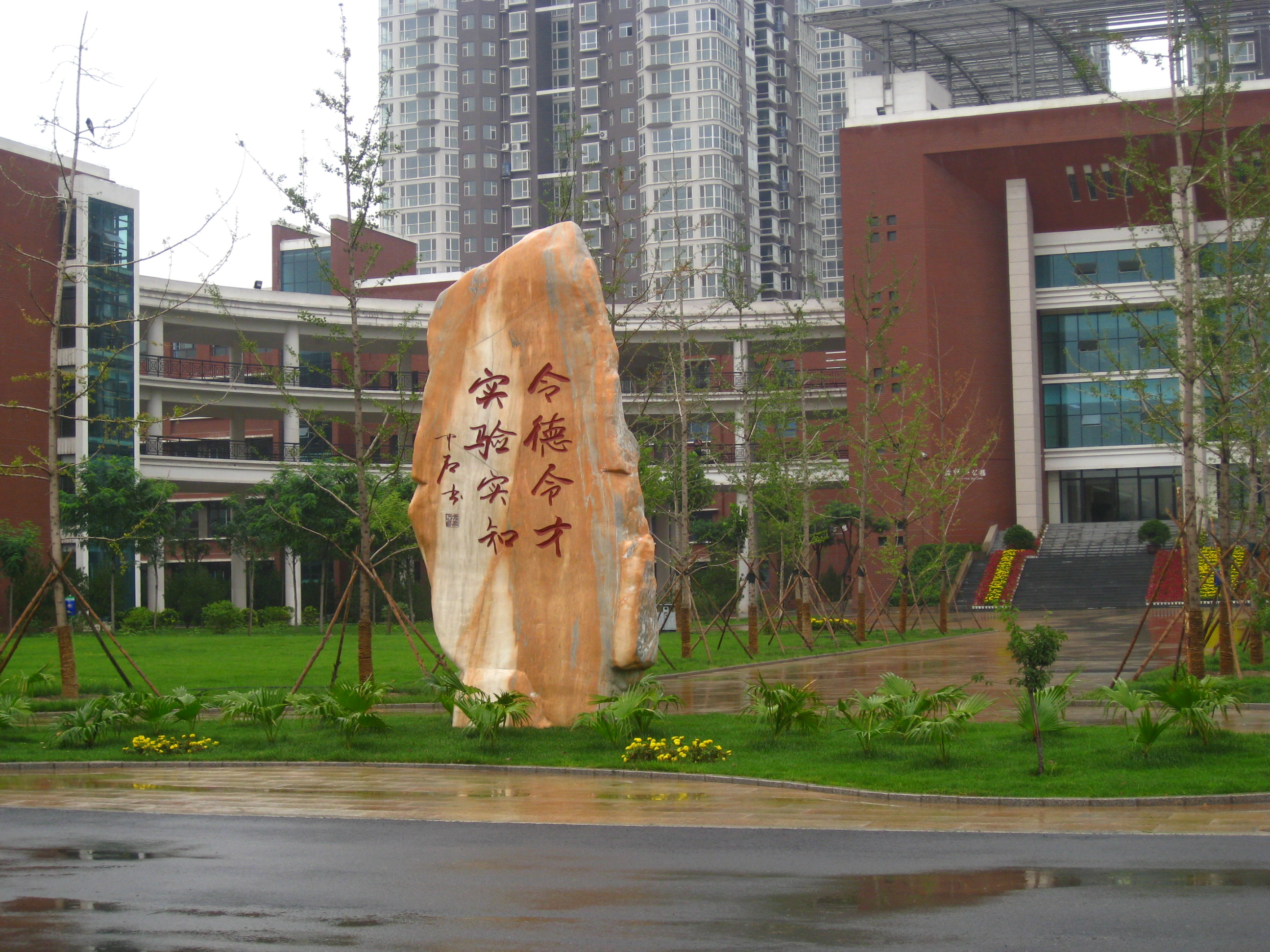
南校区正门刻有校训的石碑

山西省实验中学北校区位于山西省会太原市中心，毗邻山西省政府。占地面积3万余平方米，有建筑面积2.2万平方米的综合教学大楼，建筑面积1.2万平方米的学生公寓大楼，建筑面积1.8万平方米的教师宿舍大楼，以及教学实验楼、艺术楼、体育馆和校园广场等。
山西省实验中学南校区位于太原南部的国家级高新技术产业发展区，占地面积12万平方米，建筑面积11.4万平方米。包括教学楼、艺术楼、综合实验楼、教师办公楼、图书馆、行政办公楼、公寓楼、学生食堂和综合体育运动场。
山西省实验中学在校学生4500余人，教职工300余人。

## 历届校长及校党委书记

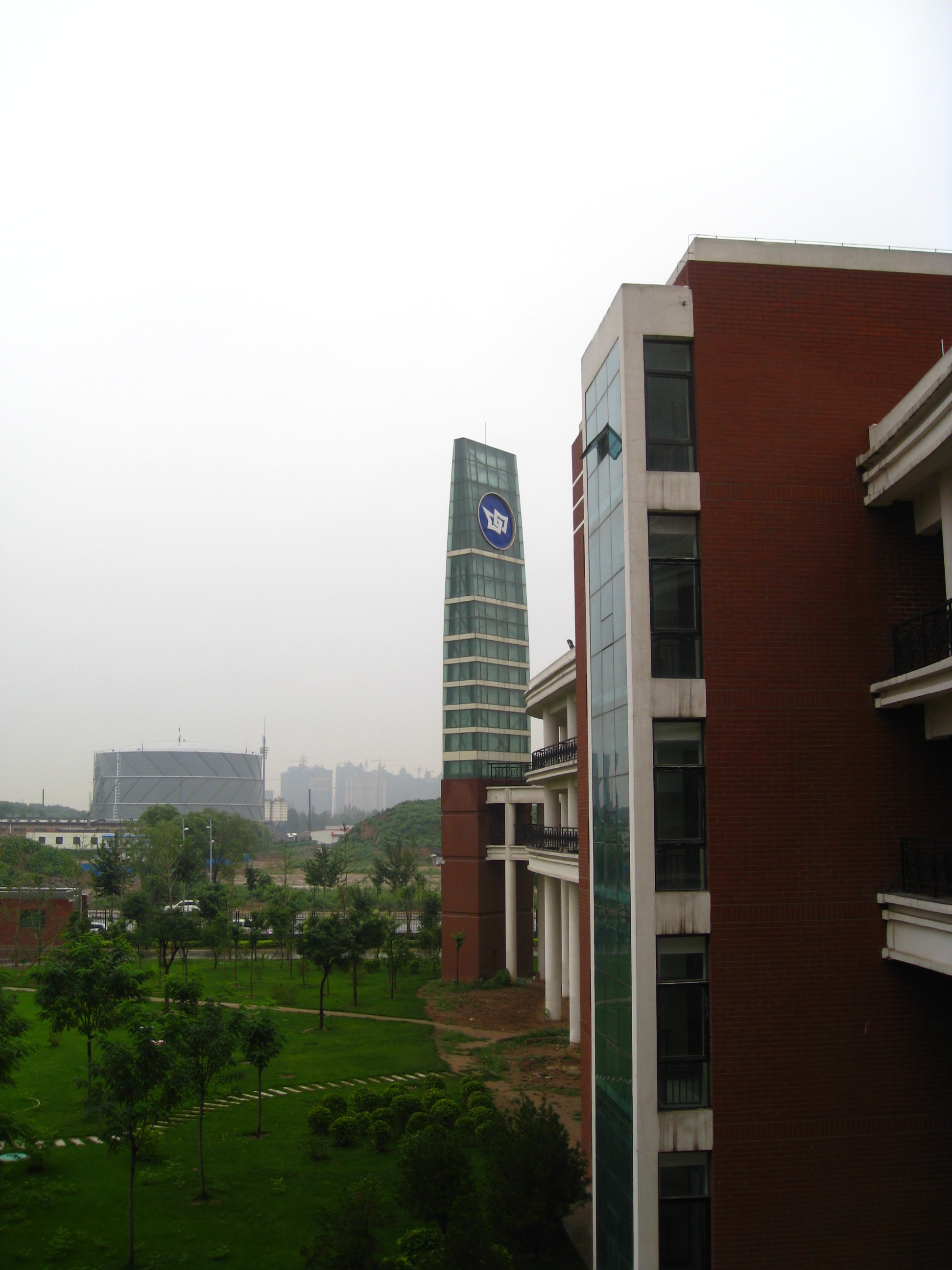
南校区校园嵌有校徽的建筑

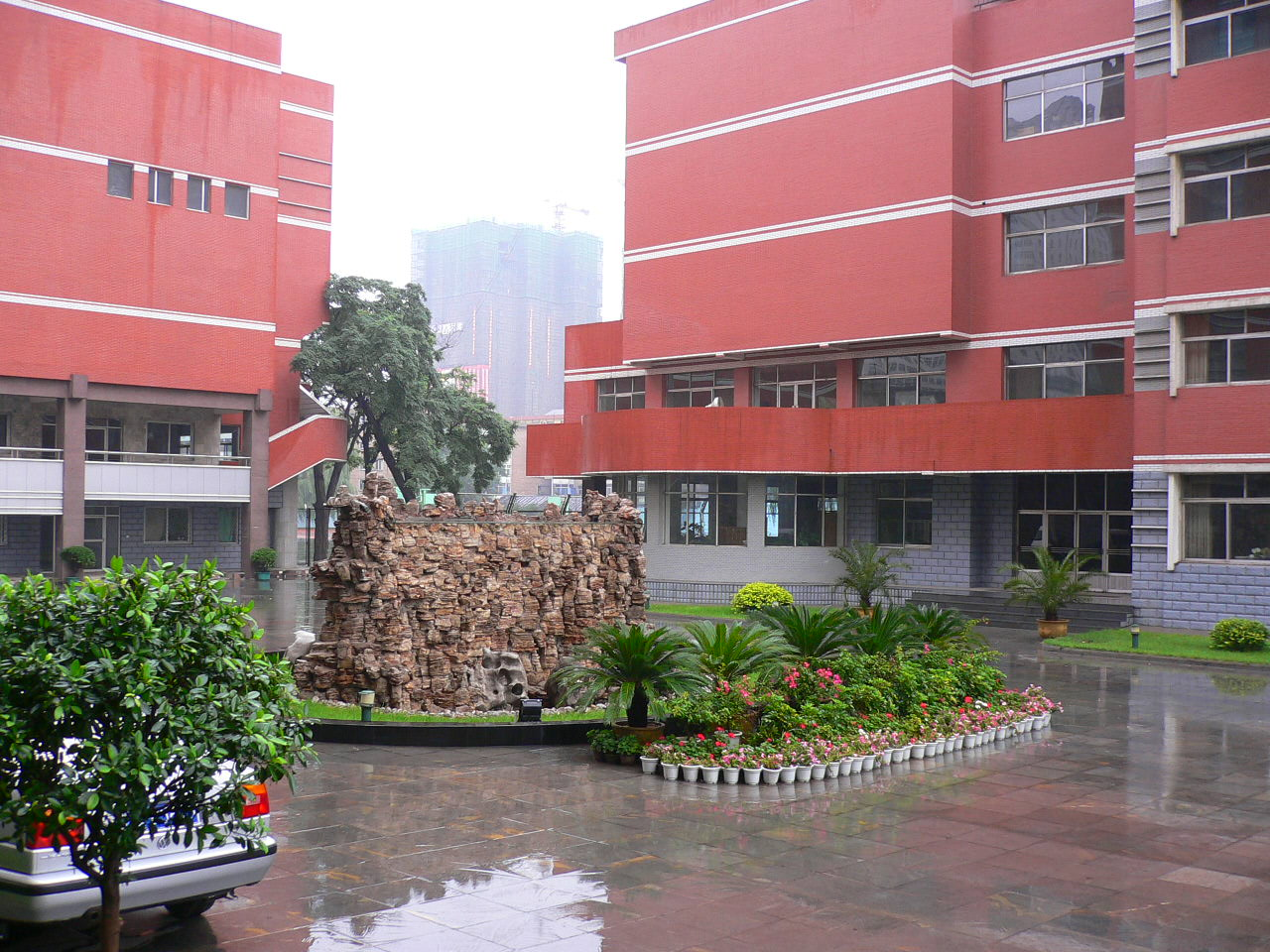
北校区校园

| 校名           | 校长（在任时间）                     | 校党委书记（在任时间）          |
| -------------- | ------------------------------------ | ------------------------------- |
| 太原女子中学   | 丁 纳（副校长，主持学校全面工作）    | 丁 纳（1952年－1954年7月）      |
| 太原市第十中学 | 武灵初（1954年9月－1966年）          | 卢兆雯（1955年7月－1957年11月） |
| 太原市第十中学 | 武灵初（1954年9月－1966年）          | 张子修（1957年－1961年）        |
| 太原市第十中学 | 武灵初（1954年9月－1966年）          | 王顺义（1962年－1966年）        |
| 太原市第十中学 | 文革中王佩选、杨文郁等任校革委会主任 | 王佩选（1978年－1979年）        |
| 太原市第十中学 | 张凤山（1979年11月－1984年2月）      | 何 刚（1979年－1984年3月）      |
| 太原市第十中学 | 贾 遂（1984年4月－1986年5月）        | 张凤山（1984年3月－1986年5月）  |
| 山西省实验中学 | 贾 遂（1986年6月－1997年11月）       | 张凤山（1986年6月－1992年12月） |
| 山西省实验中学 | 贾 遂（1986年6月－1997年11月）       | 何创明（1993年3月－1997年11月） |
| 山西省实验中学 | 张卓玉（1997年11月－2003年4月）      | 何创明（1997年11月－2001年8月） |
| 山西省实验中学 | 张卓玉（1997年11月－2003年4月）      | 张卓玉（2001年8月－2003年4月）  |
| 山西省实验中学 | 李瑞海（2003年4月－2004年8月）       | 张卓玉（2003年4月－2004年8月）  |
| 山西省实验中学 | 苏建庭（2004年8月－）                | 阎新生（2004年8月－2011年12月） |
| 山西省实验中学 | 苏建庭（2004年8月－）                | 孙秀梅（2011年12月－）[3]       |

## 主要成绩
山西省实验中学的中考、高考成绩，竞赛成绩，均在山西省内名列前茅。先后被中华人民共和国教育部、山西省人民政府授予“全国教育系统先进单位”、“全国高中新课程试验先进学校”、“中国青少年科技创新人才培养项目实验学校”、“省直文明和谐单位标兵”、“省德育示范学校”、“省教育教学模范学校”、“十佳文明窗口”等荣誉称号，并荣获山西省“五一劳动奖状”。

## 校际关系
山西省实验中学是全国20多所省级实验中学联合体的创办校及理事校，同北京大学附属中学是友好学校，亦同清华大学附属中学、人民大学附属中学、上海向明中学、南京师范大学附属中学、华东师范大学第一附属中学、华南师范大学附属中学等多所中学保持着友好关系，同清华大学、北京大学、浙江大学等多所大学保持着友好关系。
此外，山西省实验中学同加拿大百年理工学院（Centennial College）、美国诺夫克学院、英国爱丁堡泰尔福德学院（Edinburgh's Telford College）等外国学校保持着良好关系和交往。